# 皮德利西夫卡 (揚皮爾區)
48°14′30″N 28°28′35″E / 48.24167°N 28.47639°E
皮德利西夫卡（烏克蘭語：Підлісівка），是烏克蘭的村落，位於該國西南部文尼察州，由莫希利夫-波季利斯基區負責管轄，處於馬爾基夫卡河畔，始建於1800年，面積5.65平方公里，海拔高度107米，2001年人口675。